# V.A. Falbe-Hansen
Vigand Andreas Falbe-Hansen f. Vigant (født 24. september 1841 i Odense, død 28. marts 1932 i Fredensborg) var en dansk konferensråd, nationaløkonom, dr.jur., professor og politiker, broder til litteraturforskeren Ida Falbe-Hansen.
V.A. Falbe-Hansen blev student fra Odense Katedralskole 1862 og tog 1867 statsvidenskabelig eksamen. 1869 vakte han megen opmærksomhed i økonomisk interesserede kredse ved sin konkurrenceafhandling til en lærerpost ved Københavns Universitet i statsøkonomi og statistik: Hvilke Forandringer er der siden Amerikas Opdagelse foregaaet i Priserne på Danmarks væsentligste Frembringelser og i Arbejdslønnen her i Landet . . . ?, et arbejde, der vel ikke indbragte ham den attråede post, men dog vandt megen påskønnelse også hos dommerudvalget, som i sin betænkning udtrykkelig udtalte ønsket om at se ham knyttet til Universitetets lærerkorps. Året efter konstitueredes han som fuldmægtig i Statistisk Bureau, blev 1873 chef for samme og virkede i denne stilling – bl.a. med udgivelsen af en række bind af Statistisk Tabelværk (3. Række) – indtil han 1877 udnævntes til professor ved Universitetet. I de følgende år var han som medudgiver af Danmarks Statistik (1878-87, Supplementsbind 1891) litterært optaget af udarbejdelsen af store afsnit til dette værk (skrev desuden 1878 Vore Sparekasser), han har således bl.a. behandlet omsætningen, skatterne, nationens formue, landbruget, forsikringsvæsenet og foreningsvæsenet og har her vist en lykkelig evne til at give et betydeligt, af statistiske data tynget kundskabsstof en for læserne fængslende form, at lade tallene tale og anskueliggøre den økonomiske udviklings hovedtræk. Hans betydeligste værk er dog Stavnsbaandsløsningen og Landboreformerne set fra Nationaløkonomiens Standpunkt (I-II, 1888-89), i hvilket hans evne til at gribe det centrale i et betydeligt kildestof, hans livfulde pen og hans åndssmidighed til at forstå modsatte synsmåder og vurdere deres relative berettigelse, at optrække billedets hovedlinjer og samtidig give dette livets vage overgange tilsammen har skabt et fremragende arbejde, rigt på ny vuer. Et resultat af hans virksomhed som lærer i finansvidensskab ved Universitetet er hans Finansvidenskab (1894, 1896). Af J.P. Traps Danmark var han medudgiver og har desuden skrevet et stort antal afhandlinger om aktuelle emner, særlig skatte- og handelsforhold, i tidsskrifter (Nationaløkonomisk Tidsskrift, Tilskueren m.fl.). 1902 tog Falbe-Hansen sin afsked som professor ved Universitetet og helligede sig dernæst praktisk virksomhed og sine mange og betydningsfulde offentlige hverv. 1893 havde han overtaget posten som direktør i Forsikringsselskabet "Danmark", en virksomhed, som i stigende grad lagde beslag på hans kræfter, ikke mindst efter at han 1911 var blevet selskabets overdirektør. 1919 blev han bestyrelsesformand i dette selskab.
1908 påtog Falbe-Hansen sig det meget store og betydningsfulde arbejde som formand for den i dette år nedsatte bankkomité, hvis opgave det var at afbøde virkningerne af den indtrufne hidsige bankkrise, og det skyldtes ikke mindst ham, at det lykkedes at gennemføre den nødvendige afvikling uden større ulemper. Ved siden heraf kom Falbe-Hansen, der havde været valgt til Folketinget for Odense Amts 1. Kreds 1881-84, nu atter ind i dansk politik, idet han lod sig udnævne til kongevalgt Landstingsmand 1909 og i denne sin egenskab har han med sit praktiske blik og gennem sin store menneske- og sagkundskab øvet en ikke ringe indflydelse. Han sad i tinget indtil 1918; det sidste år som tingvalgt medlem. Politisk hørte han til den del af Højre, der var kritisk over for ministeriet Estrup. Endelig blev der 1911 pålagt Falbe-Hansen et nyt stort arbejde gennem hans udnævnelse til formand for den dette år nedsatte Landbokommission. 1911-18 var han medlem af Rigsretten. 1880-1884 var Falbe-Hansen medlem af sognerådet i Frederiksberg Kommune.
Han var desuden formand for tilsynsrådet for Kongeriget Danmarks Hypotekbank, æresmedlem af Nationaløkonomisk Forening, af bestyrelsen for Embedsmændenes Låneforening, af Assurandør-Societetet, af De Danske Livsforsikringsforeninger, af Royal Statistical Society of London og af Manchester Statistical Society. Han var Storkorsridder af Dannebrogordenen og Dannebrogsmand.
Han var gift med Veronique F.-H., f. 1. september 1851 i København, datter af fabrikant F.D. Hansen og hustru f. Wennerberg.

## Udgivelser
- Prisernes og Arbejdslønnens Historie i Danmark (1869)
- Vore Sparekasser (1878)
- Stavnsbaands-Løsningen og Landboreformerne set fra Nationaløkonomiens Standpunkt (1888-89)
- Finansvidenskab (1894, 1896)
- Afhandlinger i Nationaløkonomisk Tidsskrift og i Tilskueren
- Medudgiver af Danmarks Statistik (1878-87 og 1891) og af J.P. Traps Statistisk-topografisk Beskrivelse af Kongeriget Danmark.